# 東濃鉄道DC182形ディーゼル機関車
東濃鉄道DC182形ディーゼル機関車（とうのうてつどうDC182がたディーゼルきかんしゃ）は、かつて東濃鉄道笠原線で運用されていたディーゼル機関車である。

## 概要
1955年（昭和30年）に1両のみ（DC182）のみ入線した、18t級のディーゼル機関車である。Dはディーゼル機関車。Cは軸配置。18は自重量（18t）。2は東濃鉄道のディーゼル機関車の2号機を表すという。
車籍上は新造車とされているが、これは名目上のことで、実際には四日市にある関西工機から購入したもので、1933年（昭和8年）に日本車輌が内務省名古屋土木出張所向けに製造したものとされている。元は船舶用の機関（三菱-MAN 150HP）を積んでいたため、エンジンルームが高いエンドキャブ形で、真横から見ると箱型に近い形状であったが、入線時に自社でエンジンを換装し、エンジンルームの高さを低くする改造を行ったため、車体はL字形となった。
動力伝達方式は機械式、足回りはロッド駆動の3軸車である。
1964年（昭和39年）、DD100形が入線すると運用は少なくなり、1971年（昭和46年）に廃車となる。

## 主要諸元
- 全長：6,500mm
- 全幅：2,500mm
- 全高：3,321mm
- 運転整備重量：18.7t
- 機関：ふそうDE-4形ディーゼル機関1基
- 軸配置：C
- 出力：175PS/1000rpm
- 制動装置：手・空気ブレーキ
- 動力伝達方式：機械式
- 最大運転速度：25km/h